# Zonitis geniculata
Zonitis geniculata es una especie de coleóptero de la familia Meloidae.

## Distribución geográfica
Habita en Célebes (Indonesia).